# نومیدیا ۱۳۶۸
سیارک ۱۳۶۸ (به انگلیسی: 1368 Numidia، نامگذاری:1935HD) هزار و سیصد و شصت و هشتمین سیارک کشف شده‌است که در ۳۰ آوریل ۱۹۳۵ کشف شد.
قدر مطلق سیارک برابر ۱۰٫۹۲ است.